# 창원 봉림사 목조관음 대세지보살좌상
창원 봉림사 목조관음 대세지보살좌상(昌原 鳳林寺 木造觀音 大勢至菩薩坐像)은 대한민국 경상남도 창원시 봉림사에 있는 불상이다. 2008년 5월 22일 경상남도의 유형문화재 제473호로 지정되었다.

## 개요
목조관음·대세지보살좌상은 최근에 개금불사가 이루어져 전반적으로 상태가 매우 양호하다. 대좌 아래에 연심이 있었을 것으로 추정되나 현재는 망실되었다. 그리고 원래 봉림사 극락전에 봉안되어 있었으며, 1999년 극락전을 해체하여 대웅전을 새로 세우면서 봉안된 불상도 석가여래상을 새로 조성하고 이 보살상들은 요사 큰방에 별도로 모시고 있다.

## 참고 문헌
- 창원 봉림사 목조관음 대세지보살좌상 - 국가유산청 국가유산포털